# Clio. Femmes, genre, histoire
Pour les articles homonymes, voir Clio (homonymie).
Clio. Femmes, genre, histoire (anciennement Clio. Histoire, Femmes et Sociétés) est une revue historique semestrielle française, spécialisée en histoire sociale des femmes et histoire du genre, couvrant toutes les périodes de l'histoire, éditée par Belin.

## Histoire
Éditée à l'origine par les Presses universitaires du Mirail, à Toulouse, avec le concours du CNRS et du CNL, cette revue francophone propose une analyse genrée de la société. À part les six derniers numéros, les autres sont intégralement consultables sur le site de la revue (hébergé par OpenEdition Journals), en accès libre. Les numéros les plus récents sont en accès payant par article sur Cairn.info. Depuis 2013 (no 37) la revue a également une version anglophone en ligne Clio, Women, Gender, History.
En 2013, la revue a changé de sous-titre pour devenir Clio. Femmes, genre, histoire. 

## Comités
Le comité de rédaction, composé à l'origine uniquement de femmes historiennes, est devenu mixte. Il s'est également ouvert à des représentants d'autres disciplines appartenant aux sciences humaines :  anthropologie, sciences politiques et sociologie.
Le comité scientifique a compté plusieurs grandes figures de l'histoire tels Michelle Perrot, spécialiste de l'histoire des femmes en France, Alain Corbin, Georges Duby, auquel un numéro de Clio a rendu hommage en 1998, ou Arlette Farge.

## Indexation
Elle figure sur la liste des revues référentes en histoire de l'HCERES-CNU en 2009. Elle est également référencée par la base Mir@bel et par JournalBase (CNRS).